# Venom (film din 2018)
Venom este un film american cu supereroi din 2018, care prezintă personajul Marvel Comics cu același nume, produs de Columbia Pictures în asociere cu Marvel Entertainment, Tencent Pictures⁠(d), Arad Productions, Matt Tolmach Productions și Pascal Pictures și distribuit de Sony Pictures Releasing⁠(d). Fiind primul film din Universul Spider-Man (SSU) de la Sony, a fost regizat de Ruben Fleischer⁠(d) după un scenariu de Jeff Pinkner⁠(d), Scott Rosenberg⁠(d) și Kelly Marcel⁠(d). Îi distribuie pe Tom Hardy în rolul lui Eddie Brock și Venom alături de Michelle Williams, Riz Ahmed, Scott Haze⁠(d) și Reid Scott⁠(d). În film jurnalistul Eddie dobândește superputeri după ce a devenit gazda unui simbiot extraterestru, Venom, (traducere literală Venin) a cărui specie intenționează să invadeze Pământul.
După apariția lui Venom în Omul păianjen 3 (2007), Sony a încercat să dezvolte un film derivat bazat pe personaj, dar acesta nu a avansat din cauza unor probleme legate de franciza Sony Omul păianjen. În martie 2016, au început lucrările la o nouă versiune care avea să înceapă un nou univers comun cu alte personaje Marvel decât Omul păianjen, asupra cărora studioul deținea drepturile de film. De asemenea, Sony a intenționat ca Venom să fie parte din același univers cinematic cu Omul-Păianjen: Întoarcerea acasă (2017) din Universul Cinematic Marvel, dar în cele din urmă a distanțat filmul de Omul păianjen. În martie 2017 Rosenberg și Pinkner au fost angajați să scrie scenariul, iar Fleischer și Hardy au ajutat din mai. Filmările au avut loc din octombrie 2017 până în ianuarie 2018 în Atlanta, New York City și San Francisco. Filmul a fost inspirat în principal din miniseria de benzi desenate Venom: Lethal Protector (1993) și din povestea „Planet of the Symbiotes” (1995).
Venom a avut premiera la Regency Village Theatre pe 1 octombrie 2018 și a fost lansat în cinematografe în Statele Unite pe 5 octombrie. În ciuda faptului că a fost primit negativ de critici, filmul a devenit al șaptelea film cu cele mai mari încasări din 2018, cu peste 856 milioane de dolari în întreaga lume și a stabilit câteva recorduri de box office pentru o lansare în octombrie. Două continuări au fost lansate: Venom: Să fie carnagiu pe 1 octombrie 2021 și Venom: Ultimul dans pe 25 octombrie 2024.

## Distribuție
- Tom Hardy ca Eddie Brock/Venom:
Un jurnalist de investigație care devine organismul-gazdă a lui Venom, un simbiot extraterestru care îl impregnează cu abilități supra-umane.[6][7][8] Regizorul Ruben Fleischer⁠(d) a spus că, spre deosebire de un vârcolac sau Jekyll și Hyde, relația dintre Eddie și simbiot este a unui „hibrid”, cele două personaje împărțind un corp și colaborând împreună. Hardy a fost atras de această dualitate și a comparat perechea cu personajele animate Ren și Stimpy. Hardy i-a dat lui Eddie un „accent american grozav” în timp ce folosea o voce de cuceritor asemănătoare lui „James Brown” pentru Venom,[9] care mai târziu a fost „modulată pentru a suna mai sinistru”.[10] Hardy l-a numit pe Eddie un antierou care „ar face tot ce trebuie” pentru a-și îndeplini un obiectiv.[8] Brad Venable a oferit voce suplimentară pentru durerea și sunetele de mormăit ale lui Venom, iar vocea lui a fost combinată cu cea a lui Hardy pentru unele dialoguri, cum ar fi „Noi suntem Venom”.[11]
- Michelle Williams ca Anne Weying:
Un avocat și fosta logodnică a lui Eddie.[12][13] Williams a fost încântată de perspectiva ca personajul ei să devină She-Venom în viitor, așa cum o face în benzile desenate, iar Fleischer a simțit că ar fi distractiv să le ofere fanilor un mesaj cu înțeles ascuns⁠(d) în acest sens, arătând pe scurt personajul ca fiind gazda simbiotului în timpul unei scene din film. Acest lucru a fost ținut secret până la lansarea filmului, iar Fleischer a sperat că răspunsul pozitiv la apariție va duce la mai multe She-Venom în viitoarele filme Venom sau chiar la un film independent She-Venom.[14] Linia lui Anne „Te iubesc, dar mă iubesc mai mult” a fost adăugată de Williams ca referință la mișcarea MeToo.[15]
- Riz Ahmed ca Carlton Drake/Riot:
Un geniu inventator și lider al Fundației Life care experimentează simbioți.[7][8]  Ahmed a explicat că Drake încearcă să salveze viitorul umanității atunci când descoperă simbiotul,[8] Fleischer adăugând că Drake are un scop pozitiv, dar și o „ambiguitate morală” care îl face să-și testeze știința pe alți oameni.[14] Drake este în cele din urmă legat de un alt simbiot cunoscut sub numele de Riot, pe care Fleischer l-a descris drept un „simbiot ce sare de la un corp la altul”.[8]
- Scott Haze⁠(d) ca Roland Treece: șeful de securitate al lui Drake.[16]
- Reid Scott⁠(d) în rolul lui Dan Lewis: noul iubit al lui Anne, un doctor care încearcă să-l ajute pe Eddie.[17]

În plus, Jenny Slate⁠(d) o înfățișează pe cercetătoarea Fundației Life, Dora Skirth, Melora Walters⁠(d) o interpretează pe Maria, o femeie fără adăpost care este gazda lui Venom pentru scurt timp și Chris O'Hara apare în rolul lui John Jameson, un astronaut care este pentru scurt timp gazda lui Riot. Apar, de asemenea, Sam Medina ca un bandit cu care se confruntă Venom, Peggy Lu⁠(d) ca proprietara unui magazin de proximitate, doamna Chen, Michelle Lee ca tehnician medical de ambulanță din Malaezia care este gazda lui Riot pentru scurt timp, Sope Aluko și Wayne Péré ca oameni de știință ai Fundației Life, Scott Deckert ca vecinul detestabil al lui Eddie, Emilio Rivera ca agentul de securitate cu care Eddie este prieten și Ron Cephas Jones, necreditat pe generic, ca șeful lui Eddie. Woody Harrelson îl joacă pe Cletus Kasady în scena din mijlocul genericului, în timp ce Stan Lee face o apariție cameo ca un om ce plimbă câinii și vorbește cu Eddie. Un clip din filmul de animație Omul-Păianjen: În lumea păianjenului (2018), cu Shameik Moore⁠(d) în rolul Miles Morales și Jake Johnson⁠(d) în rolul lui Peter B. Parker, este inclus după generic.

## Recepție

### Recenzii critice
Site-ul web de agregare a recenziilor Rotten Tomatoes raportează un rating de aprobare de 30% pe baza a 364 de recenzii și o evaluare medie de 4.5/10. Consensul critic al site-ului spune: „Primul film independent al lui Venom se dovedește a fi ca personajul de benzi desenate în toate modurile greșite – haotic, zgomotos și are nevoie disperată de un atașament mai puternic față de Omul păianjen”. Metacritic, care folosește o medie ponderată, a atribuit filmului un scor de 35 din 100 pe baza a 46 de critici indicând „recenzii în general nefavorabile”. Criticii au criticat, în general, filmul pentru stilul său plictisitor, găsind intriga lui dezordonată și tonul incoerent. Performanța lui Hardy în rolul lui Eddie a primit recenzii mixte, deși relația personajului cu Venom a fost lăudată.